# Ruslan Magal
Ruslan Ivanovich Magal (tiếng Nga: Руслан Иванович Магаль; sinh ngày 24 tháng 9 năm 1991) là một cầu thủ bóng đá người Nga thi đấu cho F.K. Baltika Kaliningrad.

## Sự nghiệp câu lạc bộ
Anh ra mắt chuyên nghiệp tại Giải bóng đá chuyên nghiệp quốc gia Nga cho FC Vybor-Kurbatovo Voronezh vào ngày 12 tháng 7 năm 2014 trong trận đấu với F.K. Tambov.